# A7V
A7V là một loại xe tăng của Đức được đưa vào năm 1918 và đã được sử dụng suốt Chiến tranh thế giới thứ nhất. 100 chiếc đã được đặt hàng vào đầu năm 1918, 10 chiếc được hoàn thành để chiến đấu và tiếp tục được sử dụng như xe chuyên chở hàng. Số A7V được bọc thép sau này tăng lên 20 chiếc. Chúng đã được sử dụng từ tháng 3 đến tháng 10 cùng năm, và chỉ có A7V được sản xuất bởi Đức được sử dụng trong những chuyến hành quân.

## Lịch sử

### Sản xuất
Trước sự xuất hiện của lớp tăng Anh đầu tiên ở mặt trận phía Tây, Allgemeines Kriegsdepartement, 7. Abteilung, Verkehrswesen (Cục tổng chiến tranh, chi nhánh 7, vận tải) đã được thành lập vào tháng 9 năm 1916.
Dự án thiết kế và lắp ráp chiếc xe tăng Đức đầu tiên đã được đặt dưới sự chỉ đạo của Joseph Vollmer, một kĩ sư kiêm đại úy dự bị. Nó nặng khoảng 30 tấn, có khả năng vượt qua chiến hào rộng tới 1.5 mét, vũ khí chính bao gồm pháo ở mặt trước và hai bên cùng vài súng máy, đạt tốc độ tối đa ít nhất là 12 km/h, bánh xích dựa trên máy kéo Holt, sao chép từ mẫu được cho mượn bởi quân đội Australia. Sau khi kế hoạch ban đầu được chia sẻ với quân đội vào tháng 12 năm 1916, bản thiết kế được mở rộng với khung phổ thông được sử dụng dựa trên cả xe tăng và xe kéo hàng Überlandwagen.
Nguyên mẫu đầu tiên được hoàn thành bởi Daimler-Motoren-Gesellschaft ở Berlin-Marinfelde và được thử nghiệm vào ngày 30 tháng 4 năm 1917. Một mô hình bằng gỗ của phiên bản cuối cùng được hoàn thành vào tháng 5 năm 1917 và được thao diễn ở Mainz với 10 tấn đá balat mô phỏng giáp. Trong phiên bản cuối cùng, người ta đã bỏ đi súng đại bác ở mặt sau và tăng số lượng súng máy lên 6 khẩu. Mẫu A7V trước được sản xuất vào tháng 9 năm 1917, sau đó là mẫu chính thức được sản xuất vào tháng 10 năm 1917. Những chiếc A7V này được xếp vào Đơn vị xe tăng tiến công 1 và 2, thành lập ngày 20 tháng 9 năm 1917, mỗi chiếc bao gồm tổ lái 5 người, 109 hạ sĩ quan và binh lính.

### Đặt tên
Tên của chiếc xe tăng được suy ra từ tổ chức sinh ra nó Allgemeines Kriegsdepartement, 7. Abteilung, Verkehrswesen, ở Đức nó được gọi là Sturmpanzerwagen (nghĩa là xe bọc thép tiến công).

## Thiết kế
A7V dài 7.34 mét, rộng 3 mét và có chiều cao tối đa là 3.3 mét. Được trang bị lớp thép dày 20 mm ở hai bên, dày 30 mm ở mặt trước và 10 mm ở nóc, tuy nhiên, thép không được gia công thành thép tấm, điều này làm giảm đi hiệu quả của nó. Nó đủ dày để chống đỡ đạn súng máy và súng trường nhưng sẽ bị xuyên nếu gặp cỡ đạn lớn hơn. Hiệu quả bảo vệ của lớp giáp này có thể so sánh với lớp giáp của những chiếc xe tăng cùng thời, hiệu quả hơn nhờ sử dụng thép tấm.
Kíp chiến đấu thường bao gồm 17 lính và 1 sĩ quan: 1 chỉ huy (thường là trung úy), 1 lái xe, 1 thợ máy, 1 liên lạc viên, 12 bộ binh (6 xạ thủ, 6 người nạp đạn) và 2 pháo thủ (người bắn và nạp đạn chính).

## Trang bị

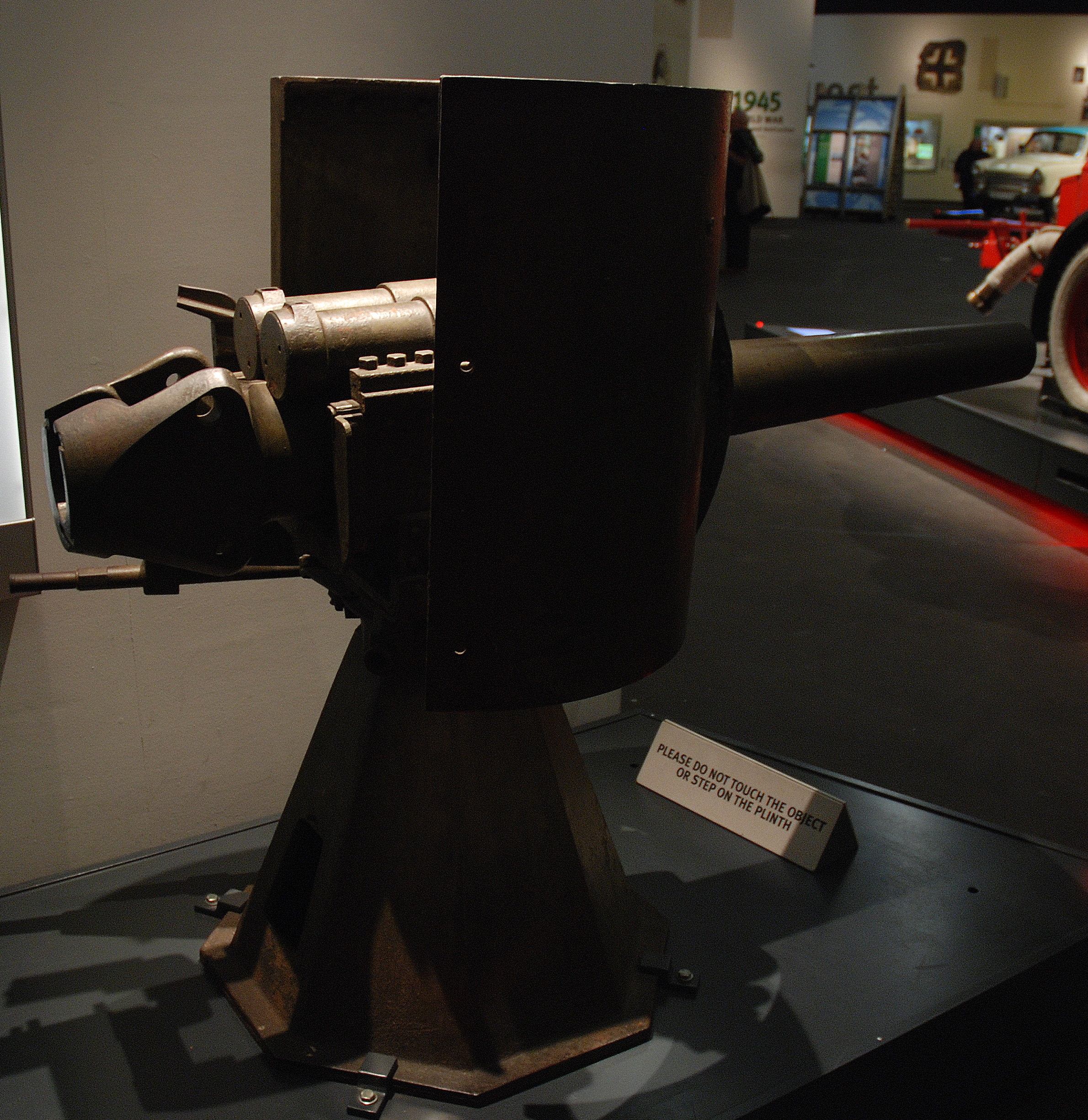
Khẩu Maxim-Nordenfelt 57 mm từ chiếc A7V "Schnuck" ở Bảo tàng hoàng gia Anh, Manchester, Anh

### Vũ khí chính
A7V được trang bị 6 súng máy MG08 7.92 mm và một khẩu pháo Maxim-Nordenfelt 57 mm được đặt ở phía trước. Một số những khẩu pháo này được sản xuất từ Anh và bị thu giữ ở Bỉ trong những năm đầu của cuộc chiến, một vài khẩu khác thu được ở Nga năm 1918 và bao gồm một vài phiên bản do Nga sản xuất.

### Đạn dược
Khoảng 40 đến 60 dây đạn, mỗi dây 250 viên, chúng được đựng trong 180 hộp cho súng chính, chia tỉ lệ 90:54:36 cho đạn dự trữ, chống tăng và nổ. Trong chiến đấu, khẩu pháo chính bắn tới 300 viên.
Phiên bản A7V cái được trang bị 2 súng máy thay cho pháo chính. Người ta tin rằng chỉ A7V có số khung 501 được nhìn thấy trong chiến đấu như một xe tăng cái trước khi bị biến đổi để phù hợp với pháo 57 mm.

## Lịch sử chiến đấu

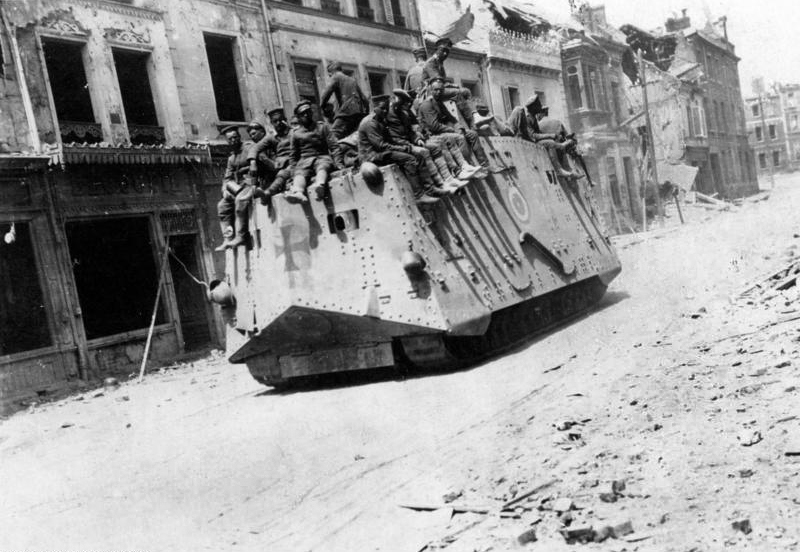
Một chiếc A7V ở Roye ngày 21 tháng 3 năm 1918

### Trận kênh đào St. Quentin
A7V lần đầu tiên được sử dụng vào ngày 21 tháng 3 năm 1918. 5 chiếc của nhóm Abteilung I dưới sự chỉ huy của Hauptmann Greiff đã được triển khai ở phía bắc kênh đào St. Quentin. 3 chiếc A7V bị hư động cơ trước khi bước vào trận chiến; 2 chiếc còn lại đã ngăn chặn một nhóm lính Anh vượt qua khu vực, và đó chỉ là một trận chiến nhỏ.

### Trận Villers-Bretonneux
Trận đấu tăng đầu tiên trong lịch sử diễn ra vào ngày 24 tháng 4 năm 1918 khi 3 chiếc A7V (bao gồm số khung 561, còn gọi là "Nixe") đang tham gia vào một cuộc tấn công cùng bộ binh thì bất ngờ đụng độ 3 chiếc Mark IV (2 chiếc cái trang bị súng máy và 1 chiếc đực trang 
bị 2 khẩu QF-6 pounder) gần Villers-Bretonneux. Suốt trận đấu, cả hai bên đều bị thiệt hại. Theo như chỉ huy xe tăng, thiếu úy Frank Michell, những chiếc Mark IV cái bị hạ gục sau khi bị bắn bởi loạt đạn xuyên giáp và không thể gây ra bất cứ thiệt hại nào cho những chiếc A7V do chúng chỉ được trang bị súng máy. Mitchell sau đó tấn công xe tăng cầm đầu quân Đức, được chỉ huy bởi thiếu úy Wilhelm Biltz, bằng khẩu 6-pounder gắn trên xe ông đã hạ gục chiếc A7V này. Ông bắn 3 phát và giết chết 5 lính Đức khi họ cố gắng giải cứu chiếc xe. Sau đó ông tiếp tục tấn công bộ binh bằng những loạt đại bác. Hai chiếc A7V còn lại rút lui. Khi xe tăng của Mitchell đang rút lui, 7 chiếc xe tăng hạng nhẹ cũng tham gia tấn công. 4 trong số chúng bị hạ trong trận chiến và không rõ là chúng có tấn công những chiếc A7V đang rút lui của Đức hay không. Xe tăng của Mitchell bị đứt xích gần cuối trận chiến và bị bỏ lại. Những chiếc A7V bị hư hại được sửa chữa bởi quân Đức sau này.

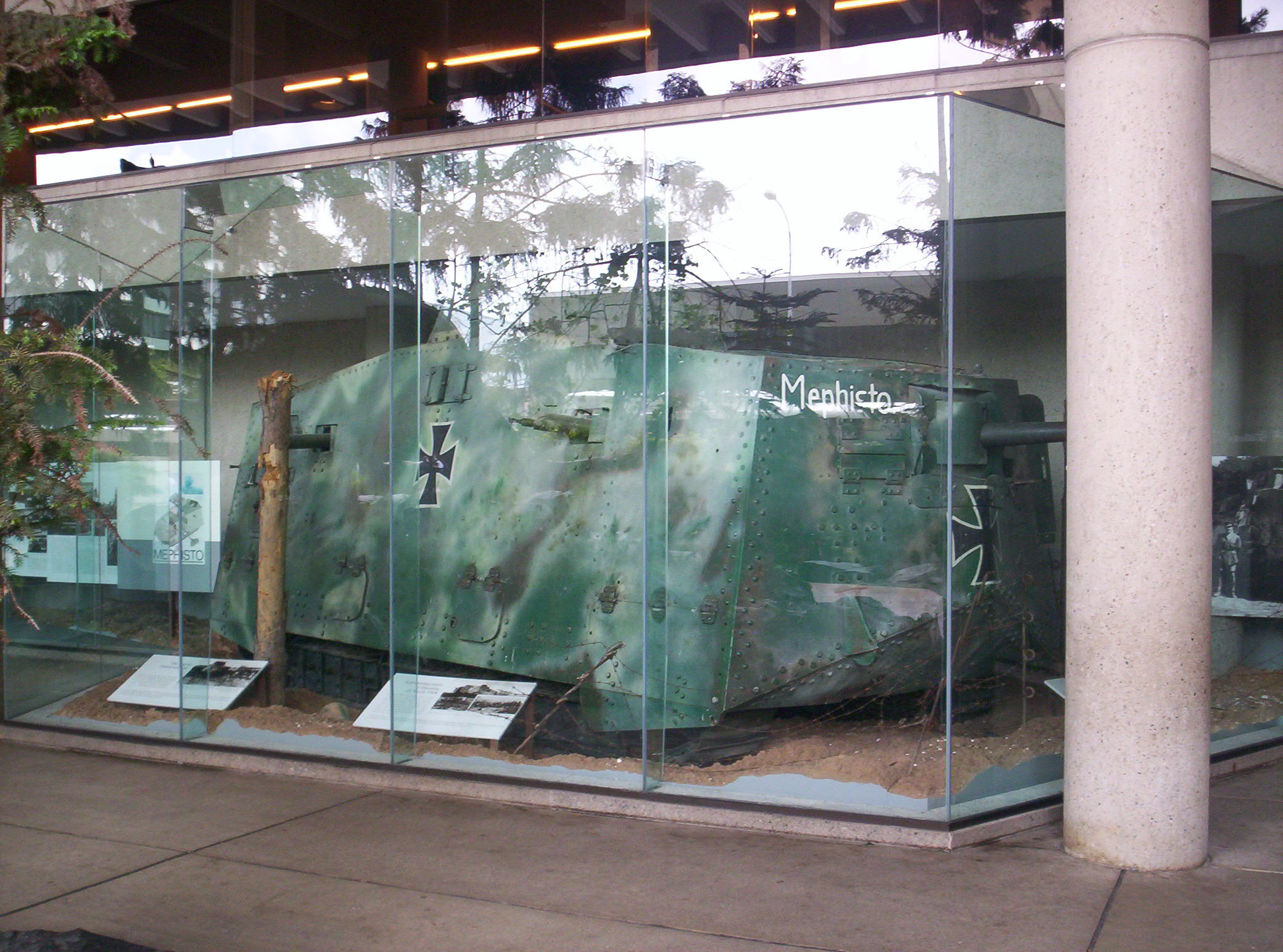
Chiếc A7V còn lại duy nhất tên Mephisto được trưng bày ở bảo tàng Queensland, Brisbane, Australia

3 biệt đội gồm 5 xe tăng mỗi đội ở Viller-Bretonneux dẫn đầu bốn sư đoàn quân Đức được ủy thác trên một chiến tuyến dài 4 dặm. Một chiếc không thể khởi động, tuy nhiên 40 chiếc còn lại đã đạt được một số thành công nhất định, và theo ghi chép của quân Anh, 4 hàng của họ đã bị phá vỡ bởi những chiếc xe tăng. 2 chiếc A7V bị sụt hố và một số khác bị trục trặc máy móc và vũ khí. Sau một cuộc đột kích, ba chiếc rơi vào tay quân Đồng minh. Một chiếc không thể sử dụng và bị loại, một chiếc được sử dụng để thử đạn bởi quân Pháp sau này, và chiếc thứ ba cuối cùng được phục chế bởi lính Australia.

### Những hoạt động khác
Tháng 5, A7V được sử dụng trong một cuộc tấn công quân pháp gần Soissons, suốt trận sông Aisne lần thứ ba những chiếc xe tăng này đã không thể băn qua một chiến hào rộng được mệnh danh là Dardanelles.
Vào tháng 7, suốt trận sông Marne lần thứ hai ở Rheims, quân Đức dùng 8 chiếc A7V và 12 chiếc Mark IV để chống lại chiến tuyến quân Pháp. Kết quả là 10 chiếc Mark IV bị loại và số A7V vẫn còn nguyên.
Lần sử dụng cuối cùng trong thế chiến thứ nhất tuy ít, nhưng A7V đã rất thành công trong những hoạt động vào tháng 10 năm 1918 tại Iwuy.
A7V được xem là thành công, tuy nhiên kết thúc chiến tranh, không một loại xe tăng khác hoặc máy bay nào có thể hạ gục nó.
Số lượng lắp ráp chỉ 20 chiếc khiến A7V không mang lại nhiều đóng góp và hầu hết xe tăng của Đức (khoảng 50 chiếc) được sử dụng trong chiến đấu là những chiếc Mark IV thu được từ quân Anh (Beutepanzer'). Ngược lại, người Pháp đã đưa vào sử dụng hơn 3600 xe tăng hạng nhẹ Renault FT, lượng xe tăng lớn nhất trong thế chiến thứ nhất và người Anh cũng đưa vào hơn 2,500 xe tăng hạng nặng các loại từ Mark I đến Mark V.

## Danh sách khung A7V
| Số khung | Tên xe tăng                                               | Ghi chú                                                                                          | Số phận |
| -------- | --------------------------------------------------------- | ------------------------------------------------------------------------------------------------ | --- |
| 501      | Gretchen                                                  | Chỉ được trang bị súng máy và được lắp đặt một pháo 57 mm vào cuối năm 1918                      | Bị bỏ lại ở Saint-Cécile (Bỉ), được cho là đã bị bỏ lại vị trí bởi đồng đội năm 1919 |
| 503*     | Faust, Kronprinz Wilhelm, Wilhelm, Heiland                | Possibly named König Wilhelm at one point                                                        | Bị loại bởi quân Đức vào tháng 10 năm 1918 |
| 504      | Schnuck                                                   |                                                                                                  | Bị hư ở Fremicourt ngày 31 tháng 8 năm 1918. Bị bắt giữ bởi một sư đoàn quân New Zealand. Trưng bày ở Luân Đôn 1918/1919. Sau đó được chuyển đến bảo tàng chiến tranh hoàng gia năm 1919 nhưng bị thanh lý năm 1922 và chỉ giữ lại pháo chính. |
| 505      | Baden I, Prinz August Wilhelm, August Wilhelm             |                                                                                                  | Bị loại bởi quân Đồng minh năm 1919. |
| 506      | Mephisto                                                  |                                                                                                  | Bị hư ở Villers-Bretonneux ngày 24 tháng 4 năm 1918; được sửa chữa bởi lính Australia vào tháng 6; hiện giờ được trưng bày ở bảo tàng Queensland ở Brisbane, Australia.                                                                        |
| 507      | Cyklop, Prinz Eitel Friedrich, Eitel Friedrich, Imperator |                                                                                                  | Nằm trong tay Freikorps ở Lankwitz một thời gian ngắn sau đình chiến. Bị loại năm 1919. |
| 525      | Siegfried                                                 |                                                                                                  | Bị quân Đồng minh loại năm 1919 |
| 526      | Alter Fritz                                               |                                                                                                  | Bị quân Đức loại ngày 1 tháng 6 năm 1918. |
| 527      | Lotti                                                     |                                                                                                  | Bị hư ở Fort de la Pompelle, Rheims ngày 1 tháng 6 năm 1918. |
| 528      | Hagen                                                     |                                                                                                  | Bị hư ở Fremicourt ngày 31 tháng 8 năm 1918; bị bắt giữ bởi lính Anh và được trưng bày ở Horse Guards Parade; bị loại năm 1919. |
| 529      | Nixe II                                                   | Replaced 561 Nixe                                                                                | Bị hư ở Rheims ngày 31 tháng 5 năm 1918; được phục chế bởi quân Mĩ và trưng bày ở bảo tàng Aberdeen Proving Grounds; bị loại năm 1942. |
| 540      |                                                           |                                                                                                  | Bị quân Đồng minh loại năm 1919. |
| 541      |                                                           |                                                                                                  | Bị quân Đồng minh loại năm 1919. |
| 542      | Elfriede                                                  |                                                                                                  | Bị hư ở Villers-Bretonneux ngày 24 tháng 4 năm 1918; được trưng bày tại Place de la Concorde, Paris cuối năm 1918. |
| 543      | Bulle, Prinz Adalbert, Adalbert                           | Được đổi tên hai lần, lần đầu vào khoảng tháng 4/5 năm 1918 và lần sau vào cuối tháng 5 năm 1918 | Bị quân Đồng minh loại năm 1919. |
| 560      |                                                           |                                                                                                  | Bị hư ở Iwuy ngày 11 tháng 10 năm 1918 |
| 561      | Nixe                                                      |                                                                                                  | Bị hư nặng, bị phá hủy trong mặt trận bởi quân Đức. |
| 562      | Herkules                                                  |                                                                                                  | Bị quân Đức loại năm 1919, sau ngày 31 tháng 8 năm 1918 |
| 563      | Wotan                                                     |                                                                                                  | Bị quân Đồng minh loại năm 1919; một bản sao A7V được lắp ráp vào cuối những năm 1980, phần lớn dựa trên Mephisto nhưng được đặt tên là Wotan. Hiện đang được trưng bày ở Bảo tàng xe tăng Đức ở Munster, Đức.                                 |
| 564      | Prinz Oskar, Oskar                                        |                                                                                                  | Bị quân Đồng minh loại năm 1919. |

- Mẫu 502 trở thành Geländewagen và không được bọc giáp.

## Các biến thể

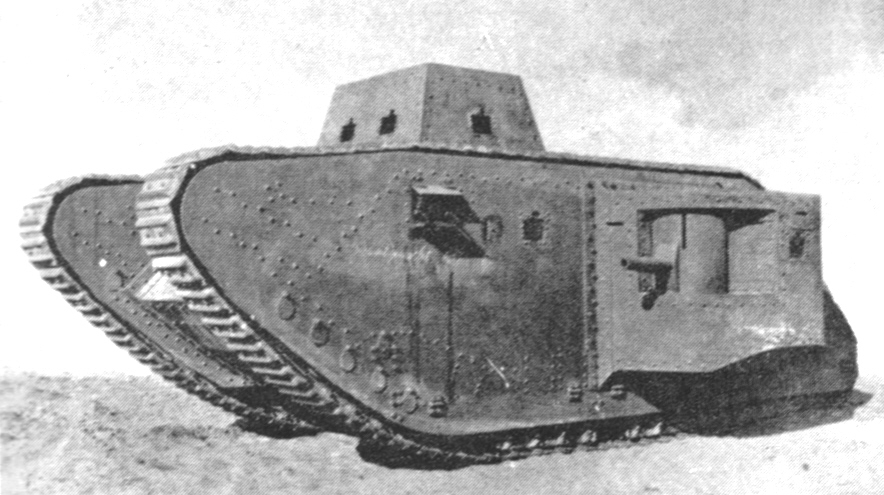
Một chiếc A7V-U

A7V-U: (umlaufende Ketten="chuỗi bánh xích quay tròn"). Một thử nghiệm tái sản xuất khả năng chạy ở tất cả các địa hình của xe tăng Anh, A7V-U vẫn dựa trên khung Holt nhưng có thân hình thoi và bánh xích toàn thân. Buồng lái giống nhưng to hơn, trên một chiếc A7V và đặt trên đỉnh của phần trước thân. 2 pháo 57 mm được trang bị hai bên hông giống kiểu Anh, mẫu đầu tiên được lắp ráp vào tháng 6 năm 1918, và bản thử đã cho thấy nó bị nặng đầu và có tâm quá cao, ngoài ra, khối lượng lên đến 40 tấn còn làm cho nó trở nên mất linh hoạt. Sau khi giải quyết được các vấn đề trên, 20 chiếc đã được đặt hàng vào tháng 9 năm 1918, cùng tháng đó tất cả các thiết kế được dừng lại, tập trung cải thiện thiết kế, tuy nhiên chiến tranh đã kết thúc nên không có chiếc nào được sản xuất.
30 loại khung đã được sang tên để hoàn thành như Überlandwagen hỗ trợ vận chuyển, nhưng hầu hết không được hoàn thành trước khi kết thúc chiến tranh.